# Solo (margarine)

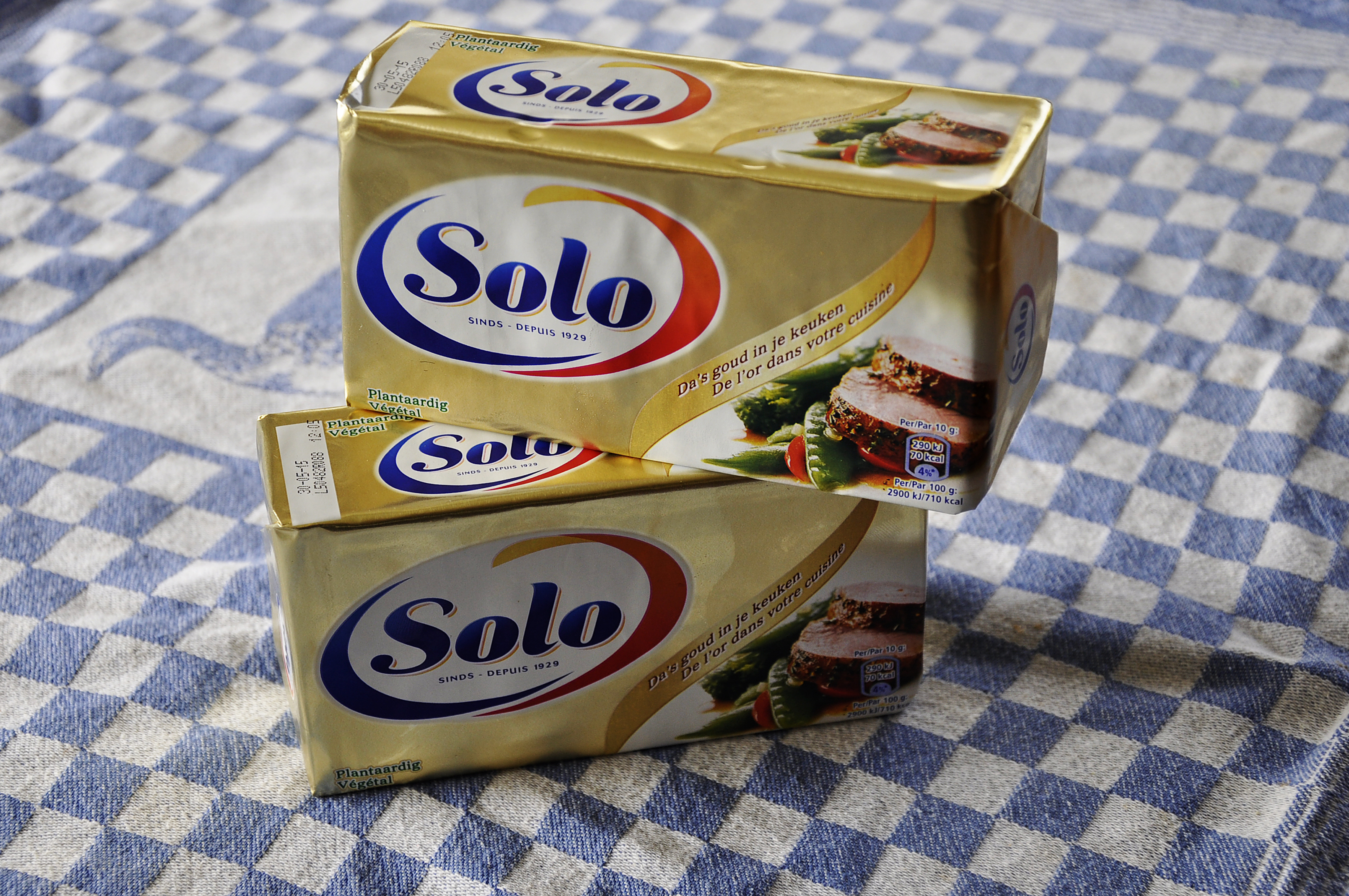
Solo margarine

Solo is een Belgisch merk van margarine, een vervanger voor boter die in 1869 is uitgevonden door de Franse scheikundige Hippolyte Mège-Mouriès.

## Margarineproductie en Solo
Antoon Jurgens startte in 1871 met de productie van margarine te Oss. In juli 1895 besliste de combinatie "Antoon Jurgens en Prinzen" (een van Antoon Jurgens' kleinzoons was met een Prinzen getrouwd) een grote margarine-boterfabriek te bouwen in Antwerpen, ingericht om per dag 500.000 kilo product te vervaardigen. Daarnaast bleven de fabrieken in Oss in werking. Antoon Jurgens had aan Simon van den Bergh een stevige concurrent. Later gingen ze samenwerken wat uiteindelijk leidde tot het ontstaan van het concern Unilever.
Vanaf 1929 werd Solo margarine als een geregistreerd Belgisch merk op de markt gebracht, hetgeen gepaard ging met een grote reclamecampagne. In 1996 kwam Solo vloeibaar op de markt. Anno 2015 wordt Solo alleen nog in België verkocht.

## Afbeeldingen

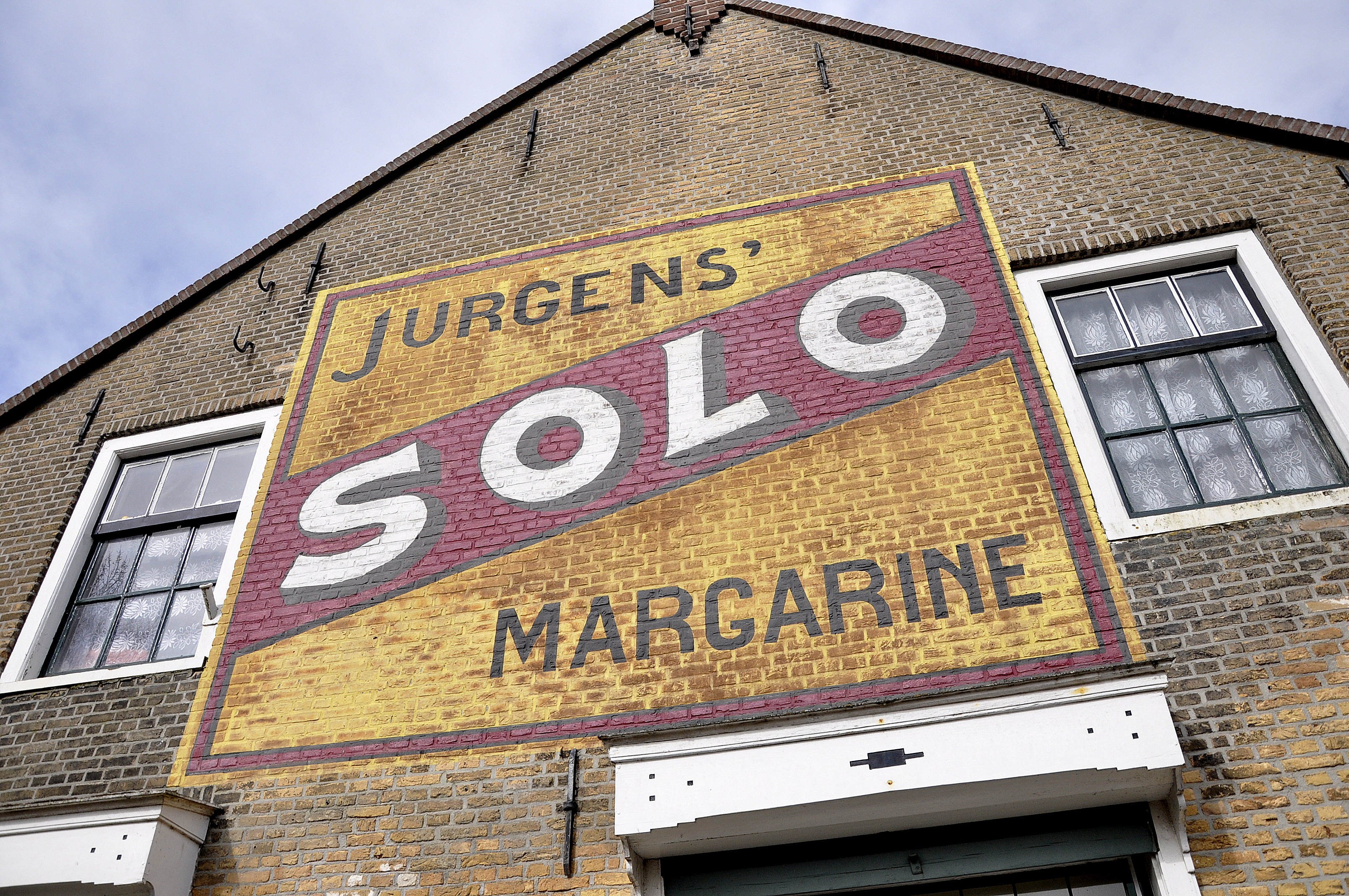
Gevelreclame uit 1907 voor Solo van Antoon Jurgens op een gevel te Dreischor